# Nazir Abduláyev
Nazir Rashídovich Abduláyev –en ruso, Назир Рашидович Абдуллаев– (14 de julio de 1991) es un deportista ruso que compite en lucha grecorromana.
Ganó una medalla de plata en el Campeonato Mundial de Lucha de 2021 y una medalla de plata en el Campeonato Europeo de Lucha de 2020, en la categoría de 67 kg.

## Palmarés internacional
| Campeonato Mundial | Campeonato Mundial | Campeonato Mundial | Campeonato Mundial |
| Año                | Lugar              | Medalla            | Categoría          |
| ------------------ | ------------------ | ------------------ | ------------------ |
| 2021               | Oslo (Noruega)     | Medalla de plata   | 67 kg              |
| Campeonato Europeo |                    |                    |                    |
| Año                | Lugar              | Medalla            | Categoría          |
| 2020               | Roma (Italia)      | Medalla de plata   | 67 kg              |